# Comuna de Klembów
Klembów (polaco: Gmina Klembów) é uma gminy (comuna) na Polónia, na voivodia de Mazóvia e no condado de Wołomiński. A sede do condado é a cidade de Klembów.
De acordo com os censos de 2004, a comuna tem 8786 habitantes, com uma densidade 102,4 hab/km².

## Área
Estende-se por uma área de 85,79 km², incluindo:
- área agricola: 69%
- área florestal: 18%

## Demografia
Dados de 30 de Junho 2004:
|                      | Total   | Total | Mulheres | Mulheres | Homens  | Homens |
| -------------------- | ------- | ----- | -------- | -------- | ------- | ------ |
|                      | pessoas | %     | pessoas  | %        | pessoas | %      |
| População            | 8786    | 100   | 4465     | 50,8     | 4321    | 49,2   |
| Densidade (pop./km²) | 102,4   | 100   | 52       | 52       | 50,4    | 50,4   |

De acordo com dados de 2002, o rendimento médio per capita ascendia a 1211,35 zł.

## Subdivisões
- Dobczyn, Karolew, Klembów, Krusze, Krzywica, Lipka, Michałów, Nowy Kraszew, Nowy Pasek, Ostrówek, Pieńki, Rasztów, Roszczep, Sitki, Stary Kraszew, Tuł, Wola Rasztowska.

## Comunas vizinhas
- Dąbrówka, Poświętne, Radzymin, Tłuszcz, Wołomin